# Liste der Ständigen Vertreter Schwedens bei den Vereinten Nationen in New York

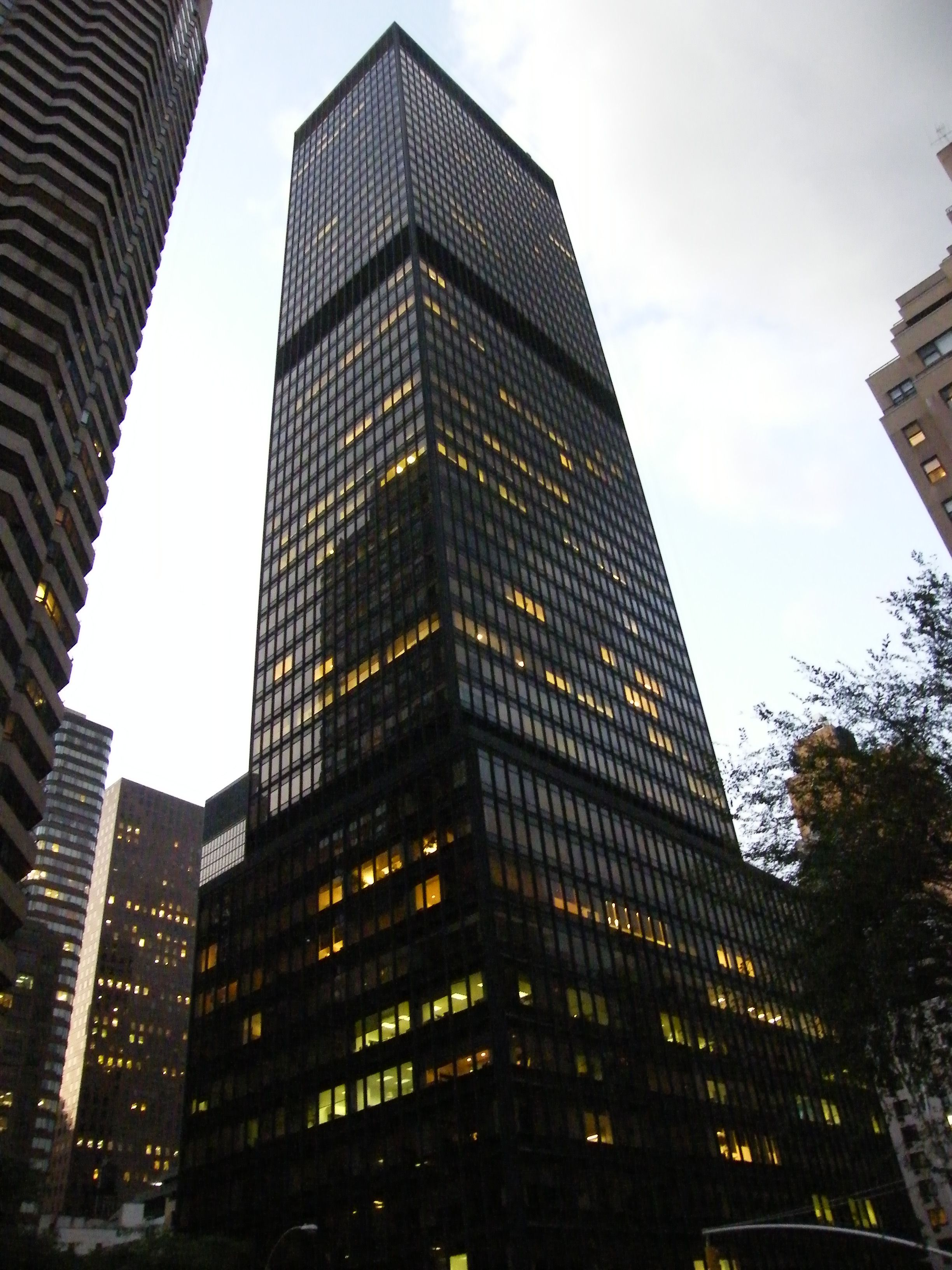
Sitz der Ständigen Vertretung Schwedens bei den Vereinten Nationen im One Dag Hammarskjöld Plaza, 885 Second Avenue, New York

 Dies ist eine Liste der Ständigen Vertreter Schwedens bei den Vereinten Nationen in New York.

## Liste
- Gunnar Hägglöf, 1947–1948
- Sven Grafström, 1948–1952
- Oscar Thorsing, 1952–1956
- Gunnar Jarring, 1956–1958
- Agda Rössel, 1958–1964
- Sverker Åström, 1964–1970
- Olof Rydbeck, 1970–1977
- Anders Thunborg, 1977–1982
- Anders Ferm, 1982–1988
- Jan Eliasson, 1988–1992
- Peter Oswald, 1992–1997
- Hans Dahlgren, 1997–2000
- Pierre Schori, 2000–2004
- Anders Lidén, 2004–2010
- Mårten Grunditz, 2010–2015
- Olof Skoog, 2015–